# Келли, Джош (певец)
Джошуа Бишоп Келли (англ. Josh Kelley, 30 января 1980 года) — американский певец и автор песен.

## Юность
Родился в Огасте, штат Джорджия в семье кардиолога, Джона Келли, и Гейл Келли. Начал свою музыкальную карьеру в возрасте 11 лет. Его младший брат, Чарльз Келли, является участником кантри-трио Lady A. Будучи подростками, Келли и его брат, Чарльз создали группу под названием Inside Blue. Группа выпустила компакт-диск с пятью песнями, что привело к встрече с Джеймсом Брауном.
Келли закончил Миссисипский университет в городе Оксфорд, штат Миссисипи, и является членом братства Каппа Сигма.

## Карьера
В 2001 году Келли выпустил свой независимый альбом Changing Faces, а в 2002 году подписал контракт с Hollywood Records. Работая с продюсером, Джоном Алагией, Келли выпустил альбом For The Ride Home 3 июня 2003 года.
23 августа 2005 года и Келли выпустил свой второй альбом Almost Honest , который включал в себя сингл Only You.
Позже он расторгнул контракт с Hollywood Records и выпустил свой третий альбом, Just Say The Word под своим собственным лейблом Threshold. Цифровая версия альбома была выпущена через iTunes 6 июня 2006 года, в то время как сам альбом был выпущен в магазинах США 25 июля 2006 года.
Следующий альбом Келли, Special Company, был выпущен в США 14 января 2008 года. Его лейбл Threshold был переименован в DNK Records, чтобы избежать путаницы с другим лейблом звукозаписи с тем же именем.
В ноябре 2009 года он подписал контракт с MCA Nashville и начал записывать свой первый кантри-альбом в 2010 году. Первый сингл альбома, Georgia Clay, был выпущен на кантри-радио в августе 2010 года. Сингл вошел в топ-20 хитов чарта Hot Country Songs. Альбом, также названный Georgia Clay, был выпущен в марте 2011 года.
В 2016 году Келли выпустил альбом New Lane Road.

## Личная жизнь
Весной 2005 года Келли познакомился с актрисой, Кэтрин Хайгл, после того как она снялась в его клипе на песню Only You. Год спустя, в июне 2006-го, они обручились.Он написал для неё песню Hey Katie. Свадьба Хайгл и Келли состоялась 23 декабря 2007 года в отеле Stein Eriksen Lodge в Парк-Сити, штат Юта. На церемонии присутствовали коллеги Хейгл по сериалу Анатомия страсти Т. Р. Найт, Сандра О, Эллен Помпео и Джастин Чемберс, а также Кейт Уолш.
В 2009 году пара усыновила южнокорейскую девочку , назвав её Нэнси Ли в честь матери Хайгл и её приемной старшей сестры корейского происхождения соответственно. Нэнси Ли родилась с врожденным пороком сердца, который был устранен с помощью операции на открытом сердце, прежде чем она покинула Южную Корею. Келли и Хайгл усыновили вторую дочь, Адалайду Мари Хоуп, в апреле 2012 года.
20 декабря 2016 года Хейгл родила сына, которого назвали Джошуа Бишоп Келли-младший.
Келли, Хайгл и их дети живут в Окли, штат Юта.

## Дискография

### Студийные альбомы
| Название              | Детали альбома                                            | Высшая позиция в чарте | Высшая позиция в чарте | Высшая позиция в чарте | Высшая позиция в чарте | Высшая позиция в чарте |
| Название              | Детали альбома                                            | US                     | US Heat                | US Indie               | US Country             | US Folk                |
| --------------------- | --------------------------------------------------------- | ---------------------- | ---------------------- | ---------------------- | ---------------------- | ---------------------- |
| For the Ride Home     | - Дата выхода: 3 июня 2003 - Лейбл: Hollywood             | 159                    | 5                      | —                      | —                      | —                      |
| Almost Honest         | - Дата выхода: 23 августа 2005 - Лейбл: Hollywood         | 114                    | 1                      | —                      | —                      | —                      |
| Just Say the Word     | - Дата выхода: 6 июня 2006 - Лейбл: Threshold             | —                      | —                      | —                      | —                      | —                      |
| Special Company       | - Дата выхода: 5 февраля 2008 - Лейбл: DNK                | —                      | 7                      | 27                     | —                      | —                      |
| Backwoods             | - Дата выхода: 20 августа 2008 - Лейбл: DNK               | —                      | 19                     | —                      | —                      | —                      |
| To Remember           | - Дата выхода: 29 сентября 2008 - Лейбл: DNK              | —                      | 11                     | —                      | —                      | —                      |
| Georgia Clay          | - Дата выхода: 22 марта 2011 - Лейбл: MCA Nashville       | 92                     | —                      | —                      | 16                     | —                      |
| New Lane Road         | - Дата выхода: 22 апреля 2016 - Лейбл: Sugar Hill Records | —                      | —                      | —                      | 29                     | 13                     |
| «—» неучастие в чарте |                                                           |                        |                        |                        |                        |                        |

### Миниальбомы
| Название                    | Детали альбома                                           |
| --------------------------- | -------------------------------------------------------- |
| Josh Kelley Live Session EP | - Дата выхода: 2 августа 2005 - Лейбл: Hollywood Records |
| Georgia Clay                | - Дата выхода: 30 ноября 2010 - Лейбл: MCA Nashville     |

### Синглы
| Год                   | Сингл                 | Высшая позиция в чарте | Высшая позиция в чарте | Высшая позиция в чарте | Высшая позиция в чарте | Альбом            |
| Год                   | Сингл                 | US                     | US AC                  | US Adult               | US Country             | Альбом            |
| --------------------- | --------------------- | ---------------------- | ---------------------- | ---------------------- | ---------------------- | ----------------- |
| 2003                  | «Amazing»             | 79                     | —                      | 8                      | —                      | For the Ride Home |
| 2004                  | «Everybody Wants You» | —                      | —                      | 24                     | —                      | For the Ride Home |
| 2005                  | «Only You»            | —                      | —                      | 9                      | —                      | Almost Honest     |
| 2005                  | «Almost Honest»       | —                      | —                      | 29                     | —                      | Almost Honest     |
| 2006                  | «Get with It»         | —                      | —                      | —                      | —                      | н/д               |
| 2006                  | «Pop Game»            | —                      | —                      | —                      | —                      | Just Say the Word |
| 2006                  | «Just Say the Word»   | —                      | —                      | —                      | —                      | Just Say the Word |
| 2008                  | «Unfair»              | —                      | —                      | —                      | —                      | Special Company   |
| 2009                  | «To Remember»         | —                      | 27                     | —                      | —                      | To Remember       |
| 2010                  | «Georgia Clay»        | 87                     | —                      | —                      | 17                     | Georgia Clay      |
| 2011                  | «Gone Like That»      | —                      | —                      | —                      | 53                     | Georgia Clay      |
| 2014                  | «Mandolin Rain»       | —                      | —                      | —                      | —                      | н/д               |
| «—» неучастие в чарте |                       |                        |                        |                        |                        |                   |

### Гостевые синглы
| Год  | Сингл             | Музыкант                        | Альбом          |
| ---- | ----------------- | ------------------------------- | --------------- |
| 2017 | «Young Americans» | Colt Ford (with Charles Kelley) | Love Hope Faith |

### Другие работы
| Год  | Песня                            | Альбом                                   |
| ---- | -------------------------------- | ---------------------------------------- |
| 2004 | «To Make You Feel My Love»       | История золушки (саундтрек)              |
| 2004 | «Everybody Wants You»            | Принц и я (саундтрек)                    |
| 2004 | «Share this Day»                 | Микки: И снова под Рождество (саундтрек) |
| 2004 | «Amazing»                        | Модная мамочка (саундтрек)               |
| 2005 | «You Are the Woman»              | Сумасшедшие гонки (саундтрек)            |
| 2005 | «Crazy Little Thing Called Love» | Killer Queen: A Tribute to Queen         |
| 2006 | «Lover Come Up»                  | Моя супер-бывшая (саундтрек)             |
| 2006 | «Sunset Lover»                   | Сдохни, Джон Такер! (саундтрек)          |
| 2006 | «Feels Like Home»                | Братец медвежонок 2 (саундтрек)          |
| 2006 | «Welcome to This Day (Reprise)»  | Братец медвежонок 2 (саундтрек)          |
| 2006 | «You’re a Part of Everything»    | Свечи на Бей стрит (саундтрек)           |
| 2008 | «Unfair»                         | 27 свадеб (саундтрек)                    |
| 2008 | «You’re a Part of Everything»    | Сквозь объектив (саундтрек)              |
| 2009 | «Under the Covers»               | Голая правда (саундтрек)                 |
| 2012 | «The Best of Me»                 | Закон доблести (саундтрек)               |

### Музыкальные клипы
| Год  | Клип                                             | Режиссёр      |
| ---- | ------------------------------------------------ | ------------- |
| 2004 | «Everybody Wants You»                            | Эллиот Лестер |
| 2005 | «Only You»                                       | Маркус Рабой  |
| 2010 | «Georgia Clay»                                   | Уэс Эдвардс   |
| 2011 | «Gone Like That»                                 | Адам Боатман  |
| 2012 | «Naleigh Moon»                                   | Кэтрин Хайгл  |
| 2016 | «It’s Your Move»                                 | Кэтрин Хайгл  |
| 2017 | «Young Americans» (с Colt Ford и Charles Kelley) | Уэйн Миллер   |